# Carmo da Mata
Carmo da Mata är en kommun i Brasilien.   Den ligger i delstaten Minas Gerais, i den sydöstra delen av landet, 600 km sydost om huvudstaden Brasília. Antalet invånare är 10 927.
Omgivningarna runt Carmo da Mata är huvudsakligen savann. Runt Carmo da Mata är det ganska glesbefolkat, med 48 invånare per kvadratkilometer.